# Municipio de Minatitlán (Colima)
El municipio de Minatitlán es uno de los 10 municipios integrantes del estado mexicano de Colima, localizado al noroeste de su territorio y cuya cabecera municipal es el pueblo de Minatitlán.

## Toponimia
Minatitlán significa "lugar dedicado a mina" por la existencia de minas de hierro en la región. Además, el sufijo -tlan significa lugar.

## Escudo
Creación del diseñador gráfico Álvaro Gabriel Rivera Muñoz en agosto del 1984 para un concurso local, es ahora el emblema de Minatitlán que representa las actividades económicas, culturales y morales que refleja este municipio.
El escudo simboliza sus características como en sus montañas, valles y cañadas. En su parte superior en letras negras dice "Minatitlán", en sus flancos dos cerbatanas en rojo, en su lado izquierdo una caña verde de maíz con mazorca y un ejemplar vacuno; en el lado derecho la cascada de El Salto. En su parte central un encino y debajo unos jeroglíficos prehispánicos.
En la parte exterior superior un águila con alas extendidas, la cola esparcida y en sus garras sostiene un pico y una pala, simbolizando a la minería.
En la parte inferior un jaguar a cada lado, tratando de cazar un pavo silvestre y en la punta divisa, un listón dorado con la leyenda "La Entereza del Hombre Vence".

## Historia
Formó parte de la región Tlacalahuastla.
En 1551 fue encomendada al soldado español Francisco de Santos, una región del occidente de la provincia de Colima, llamada Tlacalahuastla, la que según el ilustre Felipe Sevilla del Río, significa "Lugar donde abunda o se fabrican Cervatanas", estaba poblada por indígenas nahuas y otomís que huyeron a las serranías del Telcurz y Tocxin a causa de la sobreexplotación.
En 1833, salió de Zacatecas una familia de apellido Figueroa y consiguió en Arrendamiento el Rancho del Mamey, pero con él otras más, hasta crear una pequeña población donde José Figueroa fungió como comisario de policía. Cuando se promulgaron las Leyes de Reforma las tierras pasaron a manos del estado y se convirtió en "hacienda el Mamey", después el 6 de febrero de 1891 el Padre Víctor Álvarez con ayuda de algunos vecinos compró la mitad de la hacienda.
El 25 de junio de 1912, se eleva a municipio, pero como el país vivía problemáticas políticas se detuvo el proceso hasta el 6 de julio de 1917, cuando se cambió el nombre de "El Mamey" a "Minatitlán", pero que en el 1924 es suprimida.
El 6 de julio de 1917 por gestiones del ilustre minatitlense diputado Elías Arias Figueroa ante el gobernador Felipe Valle, le devuelve la categoría de municipio; es nombrado como presidente de la Junta de Gobierno Celedonio Bejarano, y Adolfo Ruiz Arriaga como secretario; de esta forma, el primer ayuntamiento constitucional tomó posesión el 18 de enero de 1918.
En 1920 se le cambió el nombre de Mamey por Minatitlán.
Durante la Revolución cristera, en el año de 1927 se formaron dos bandos: el cristero encabezado por los señores Anselmo y Miguel Figueroa (alias El Correo) y el movimiento dirigido por José Larios y por Epifanio Rodríguez, quienes se aliaron con el indígena Arnulfo Elías, de Ayotitlán, Jalisco, para hacer frente a los cristeros.
En 1928 por decreto del 5 de octubre, Minatitlán pierde nuevamente la categoría de municipio. Gracias a las gestiones de otro ilustre minatitlense el Dip. Profr. Porfirio Gaytán Núñez ante el gobernador Salvador Saucedo, se restituye la categoría de municipio en forma definitiva, desde entonces quedó adscrito al segundo distrito electoral federal con sede en Manzanillo.

## Economía
Minatitlán, por ser un lugar montañoso, su tierra es fértil, se cultiva café, maíz y mango principalmente, además tomate verde, arroz, chile jalapeño y jitomate; también naranja, caña de azúcar, mamey y frutales varios.
Minatitlán cuenta con una importante mina de hierro de nombre "Peña Colorada" y está ubicada en el cerro de la Astilla.

## Poblados
Sus poblados principales son Minatitlán, Peña Colorada, Agua Salada, Las Guásimas, La Loma y Paticajo, una de las comunidades más grandes del municipio.

### Localidades
En el censo de 2020 el municipio de Minatitlán contaba con 38 localidades.
| Código INEGI      | Localidad                      | Población (2020) |
| ----------------- | ------------------------------ | ---------------- |
| 060080001         | Minatitlán                     | 6 075            |
| 060080051         | Benito Juárez de Peña Colorada | 1 148            |
| 060080048         | Paticajo                       | 1 009            |
| Otras localidades | Otras localidades              | 1 999            |
| Total municipal   | Total municipal                | 10 231           |

## Clima
En la mayor parte del municipio predomina el clima cálido subhúmedo, con lluvias en verano principalmente. Registra una temperatura media anual de 23 °C y una precipitación pluvial media anual de 1.674,5 mm.

## Flora
Dada la estructura orográfica del municipio, la vegetación es variada y boscosa, predominan en las partes bajas los arbustos y los matorrales. Actualmente se están aprovechando las zonas para plantíos de algunos frutos como: mango, guanábana y lima. En la parte alta existe higuerrilla, zapotillo, otate   pino, en el Cerro Grande abunda el encino.

## Fauna
La fauna está formada por jaguar, onza puma, tigrillo, jabalí coyote, mapache, tejón, zorra, armadillo, venado, conejo, ardilla e iguana.

## Localización y límites
Minatitlán es un municipio que se encuentra en el occidente del estado de Colima. Está ubicado en el meridiano 104°3′57″, longitud oeste del meridiano de Greenwich, a los 4°48′30″ longitud este del meridiano de México ya los 19°-20′30″ de Latitud al Norte del Ecuador.
Se localiza a 55 km de Colima; limita al sur con los municipios de Manzanillo y Coquimatlán; al oriente con Villa de Álvarez y Comala; al poniente con el Estado de Jalisco.
Tiene una altura de 740 metros sobre el nivel del mar.  El municipio tiene una extensión territorial de 215 km².

## Lugares turísticos
- El centro turístico "El Salto". A 8 km de Minatitlán, es una preciosa caída de agua de aproximadamente 23 metros de altura, está considerada como la más grande de la entidad, teniendo a su alrededor caprichosas formaciones rocosas rodeadas de vegetación de selva media y comedores.
- El poblado Peña Colorada. Más conocido como El Poblado. Se fundó en la década de los años 1970 para establecer las oficinas y viviendas de los trabajadores del Consorcio Minero Peña Colorada.
- El Terrero. Hermosa zona boscosa de alto valor escénico que brinda magníficas áreas para acampar y disfrutar del clima frío de montaña y del aire puro.